# 火車上的吃人事件
《火車上的吃人事件》（英語：Cannibalism in the Cars）是美國作家馬克·吐溫的一篇短篇小說。最初于1868年11月发表在《百老汇年度文学杂志》，后来被收录于Sketches，New and Old（1875）。